# Rowing Gamblers
Rowing Gamblers är en popgrupp som bildades 1965 i Årsta i Stockholms kommun. Bandet bildades av Ulf Wahlberg, (gitarr/orgel/sång) Björn Olsén, (gitarr/sång) Thomas Rydberg (trummor) och Hans Jonsson (bas). Året efter hamnade gruppen på medaljplats i Jump In:s popbandstävling. De medverkade i Opopoppa 1967 och turnerade flitigt, bland annat i Nederländerna och Finland. Hans "Lill-Hasse" Jonsson kallades länge för Sveriges minste basist; han var bara tolv år gammal när gruppen startades.
Rowing Gamblers stod annars för ett relativt mjukt popsound med mycket stämsång.  Det sista året gruppen var aktiv (1970) blev Peter Stolt (Pete Proud) den femte medlemmen på sång och percussion. Som kompositörer på gruppens singlar finns en del välkända namn. Göran Lagerberg (från Tages) har skrivit och producerat "A World Of Roses". Även paret Claes Dieden-Bengt Palmers (Palmers var även producent) samt Ulf Neidemar (Bernie Boys, Uffe) har lämnat bidrag till gruppen. Gruppens första singel producerades av Hans Östlund. Gruppen själva var också relativt tidiga med att skriva eget material.
Ulf Wahlberg blev sedermera medlem i Secret Service tillsammans med Ola Håkansson och startade senare produktionsbolaget och musikförlaget XTC Productions AB. Hans Jonsson fortsatte som musiker tillsammans med Lalla Hansson. Thomas Rydberg blev medlem i Life och fortsatte med Nature. Björn Olsén utbildade sig till konstnär och finns representerad på ett flertal ställen. Peter Stolt sökte sig till sjukvården. 
2017 - drygt femtio år senare har Rowing Gamblers samlat ihop de tillgängliga medlemmarna, dvs Björn Olsén, Hans Skjönsberg (Jonsson) och Ulf Wahlberg och tillsammans med trummisen Pelle Holm (Jinks, Kebnekajse) har man 2017 släppt ett album kallat RG.nu. Det album man aldrig fick göra för 50 år sedan. Se gärna Facebook - Rowing Gamblers för mer info.

## Diskografi
SINGLAR
- Dehlia's Gone / I Can't Make Your Way (1967)
- Breaking Up Is Hard To Do / Get Inside (1968)
- Mister Music Man / Be Free (1968)
- A World Of Roses / My Very Special Dream (1969)
- A Present For Tonight / Taken For A Ride (1970)

ALBUM
- RG.nu (2017)

FILMMUSIK
- Miss And Mrs Sweden (Europafilm) med Jarl Kulle (1970)